# 中国经济体制改革研究会
中国经济体制改革研究会，简称中国体改研究会，是中华人民共和国国家一级学会，成立于1983年2月，现隶属于国家发展和改革委员会（发改委）。中国体改研究会的主要职能，是承担政府与主管部门等委托的经济体制改革方面的课题研究工作。

## 历史
中国经济体制改革研究会成立于1983年2月，建立初期隶属于中华人民共和国国家经济体制改革委员会（体改委），安志文担任中国体改研究会第1、2、3届会长。
1984年，高尚全和杨启先在参加中共十二届三中全会的文件起草过程中，建议把“商品经济”的概念写进《中共中央关于经济体制改革的决定》中。鉴于起草小组有不同意见，在安志文的主持下，高尚全建议用中国经济体制改革研究会以及中国经济体制改革研究所的名义，于1984年9月初在北京西苑饭店召开理论研讨会，有20位学者专家参加会议。与会者提出了“商品经济和资本主义并无必然联系”、“商品经济是社会经济发展的一个必经阶段”等观点，受到当时中央高层的重视，1984年10月中共十二届三中全会通过《中共中央关于经济体制改革的决定》，采纳了“社会主义商品经济”的概念和研讨会提出的一些观点。
1985年9月，中国体改研究会联合中国社科院、世界银行召开了“宏观经济管理国际研讨会”，由于此次会议在重庆开往武汉的“巴山号”游轮上举行，史称“巴山轮”会议。会议邀请英国、德国、美国、法国、日本、波兰、匈牙利、南斯拉夫等多国经济学家讨论宏观经济理论与国际经验。
1990年，体改研究会正式向民政部进行了社团登记。1998年国务院机构改革，时任国务院总理朱镕基在国务院经济体制改革办公室成立大会上，提出“要充实、加强体改研究会”。1999年，中国经济体制改革研究会在新任会长高尚全的主持下，进行了人事、财务等管理体制上的改革，成为独立的法人机构，并在中华人民共和国各省、市政府以及研究机构拥有许多团体会员和个人理事。
2003年起，体改研究会的主管单位为国家发展和改革委员会（发改委）。